# Teodozjusz (Prociuk)
Teodozjusz imię świeckie Ihor Iwanowicz Prociuk, ros. Игорь Иванович Процюк, ukr. Ігор Іванович Процюк (ur. 7 stycznia 1927 w Topilnym, zm. 28 maja 2016 w Omsku) – metropolita Rosyjskiego Kościoła Prawosławnego.

## Życiorys
Urodził się w rodzinie kapłana prawosławnego. Jego dwaj bracia również są duchownymi prawosławnymi. W czasie II wojny światowej ukończył kurs na psalmistę prowadzony w Ławrze Poczajowskiej. Został następnie psalmistą w cerkwi w Drużkopolu, zaś od 1944 był hipodiakonem w soborze Trójcy Świętej w Łucku. Jako mężczyzna żonaty 24 marca 1945 przyjął święcenia diakońskie, zaś 1 kwietnia – kapłańskie. W tym samym roku rozpoczął pracę duszpasterską w cerkwi św. Szymona w Sielcu, zaś w 1947 został proboszczem parafii Trójcy Świętej w Myslinach. W 1949 przeniesiony do parafii Narodzenia Matki Bożej w Kuźminie; w 1961 został dziekanem dekanatu kamieńsko-podolskiego. Od 1956 protojerej; w 1959 zaocznie ukończył studia teologiczne.
27 listopada 1962 złożył wieczyste śluby zakonne w Ławrze Troicko-Siergijewskiej i już następnego dnia otrzymał godność archimandryty. 2 grudnia 1962 w jednej z cerkwi ławry miała miejsce jego chirotonia na biskupa czernihowskiego i nieżyńskiego. Dwa lata później przeniesiony na katedrę połtawską i krzemieńczuską, zaś w 1967 został biskupem czernowieckim i bukowińskim. Po pięciu latach służby w tej eparchii został wyznaczony na biskupa smoleńskiego i wiaziemskiego. Od 1978 arcybiskup, zaś od 1979 – magister nauk teologicznych.
26 grudnia 1984 został egzarchą patriarchy Moskwy i całej Rusi dla Europy Środkowej oraz ordynariuszem eparchii berlińskiej i niemieckiej. 29 czerwca 1986 przeniesiony do eparchii omskiej z tytułem arcybiskupa omskiego i tiumeńskiego. Po reorganizacji eparchii jego tytuł uległ zmianie na arcybiskup omski i tarski. Od 1997 metropolita.
W 2011 Święty Synod Rosyjskiego Kościoła Prawosławnego przeniósł go w stan spoczynku. W 2012 jego następca na katedrze, metropolita Włodzimierz (Ikim) ujawnił, iż odchodząc z katedry Teodozjusz przejął większość majątku zarządu eparchii, korzystając z zapisów regulaminu wewnętrznego Patriarchatu Moskiewskiego umożliwiającego biskupom przepisywanie na siebie mienia cerkiewnego, a następnie odmówił jego zwrotu.
Zmarł w 2016.